# Castillo Ramezay
El Castillo Ramezay (en francés: Château Ramezay) es un museo y un edificio histórico en la calle Notre-Dame, en el viejo Montreal, en la parte contraria al Ayuntamiento de la ciudad de Montreal, en Quebec al este de Canadá.
Construido en 1705 como residencia del entonces gobernador de Montreal, Claude de Ramezay, el castillo fue el primer edificio proclamado como monumento histórico de Quebec y es el museo de historia privado más antigua de la provincia. Fue declarado Sitio Histórico Nacional de Canadá en 1949.
Con los años, el castillo cambió de dueño y funciones varias veces. En 1878, el edificio abrió sus puertas para albergar la primera Facultad de medicina de la Universidad de Montreal.
El edificio fue comprado por la Sociedad Numismática y anticuario de Montreal y convertido en un museo histórico y galería de retratos en 1894. Sir Andrew Taylor hizo alteraciones al diseño del castillo en 1895.
Hoy en día, la colección del museo está compuesta principalmente de donaciones de particulares y se estima en 30.000 objetos.